# Villelongue-d’Aude
Villelongue-d’Aude település Franciaországban, Aude megyében. Lakosainak száma 314 fő (2022. január 1.). Villelongue-d’Aude Ajac, Alaigne, La Bezole, Courtauly, Loupia, Monthaut és Pomy községekkel határos.

## Népesség
A település népessége az elmúlt években az alábbi módon változott:
| Lakosok száma | 305  | 258  | 286  | 321  | 309  | 308  | 305  | 302  | 299  | 314  |
|               | 1968 | 1982 | 1990 | 2006 | 2013 | 2015 | 2017 | 2019 | 2020 | 2022 |